# 桐山章
桐山 章（きりやまあきら、1964年7月15日）は日本の著作家・教育学者。専門はコミュニケーション学。日本コミュニケーション学会会員。元公立小学校教諭。

## 経歴
- 1982年　明星高等学校 卒
- 1987年　大阪芸術大学芸術学部建築学科卒
- 1990年　大阪市教育委員会小学校講師採用
- 1995年　大阪市教育委員会小学校教諭採用
- 2005年　兵庫教育大学大学院学校教育研究科入
- 2009年　兵庫教育大学大学院学校教育研究科退
- 2017年　大阪市教育委員会小学校教諭退職
- 2020年　AK会Co.,LTD.代表取締役

## 著書
主な著書
- ハーモニーワールド  ー笑顔溢れる未来へ―
- コミュニケーションワールド ー笑顔溢れる世界へ―
- ジャパンワールドーにほん・素敵・発見－